# Hortophora transmarina
Espèce
Synonymes
- Epeira transmarina Keyserling, 1865
- Eriophora transmarina (Keyserling, 1865)
- Epeira producta L. Koch, 1867

Hortophora transmarina est une espèce d'araignées aranéomorphes de la famille des Araneidae.

## Distribution
Cette espèce se rencontre en Australie et en Papouasie-Nouvelle-Guinée.

## Description
Les mâles mesurent de 13 à 17 mm et les femelles de 18 à 26 mm.

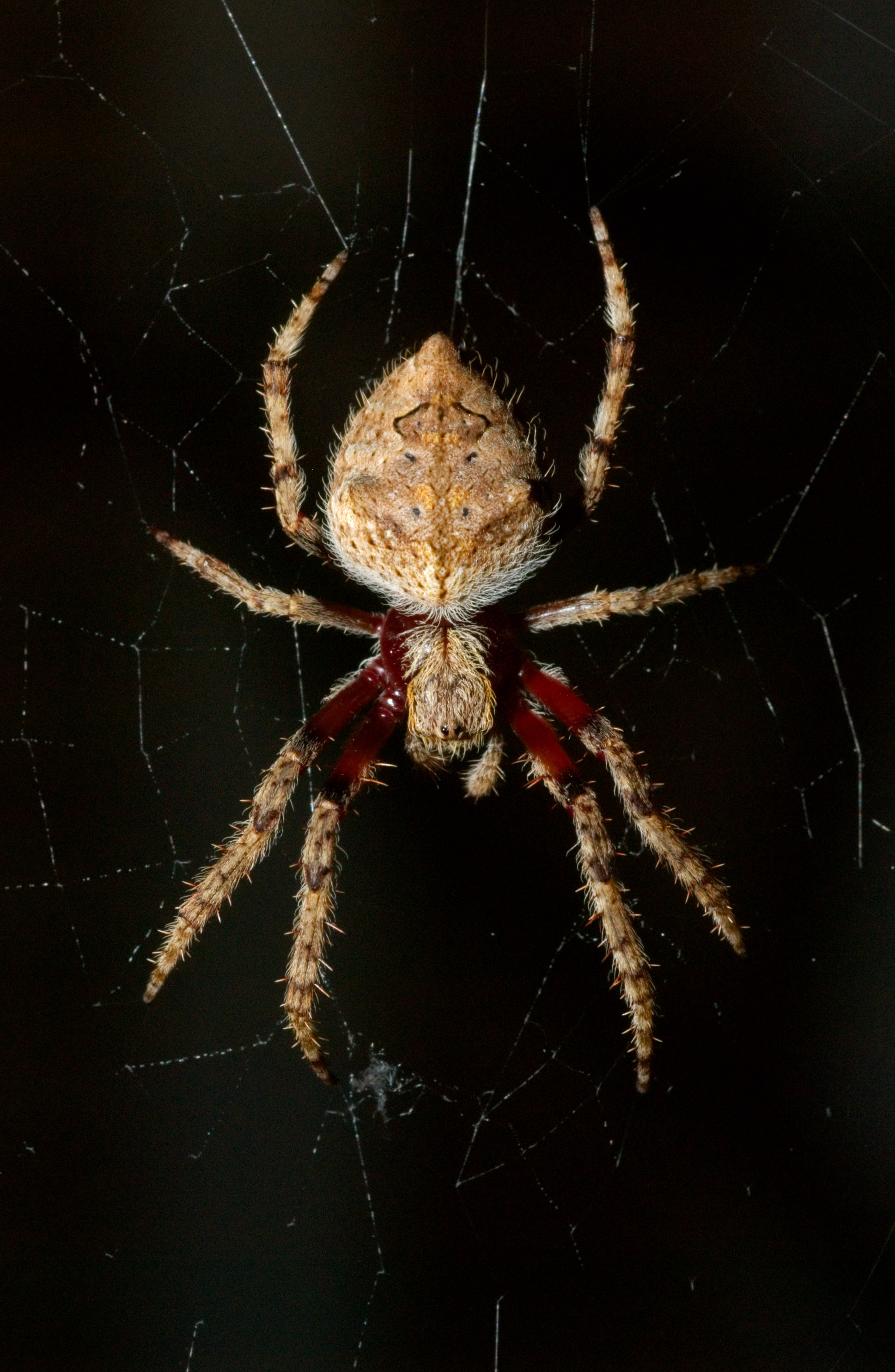

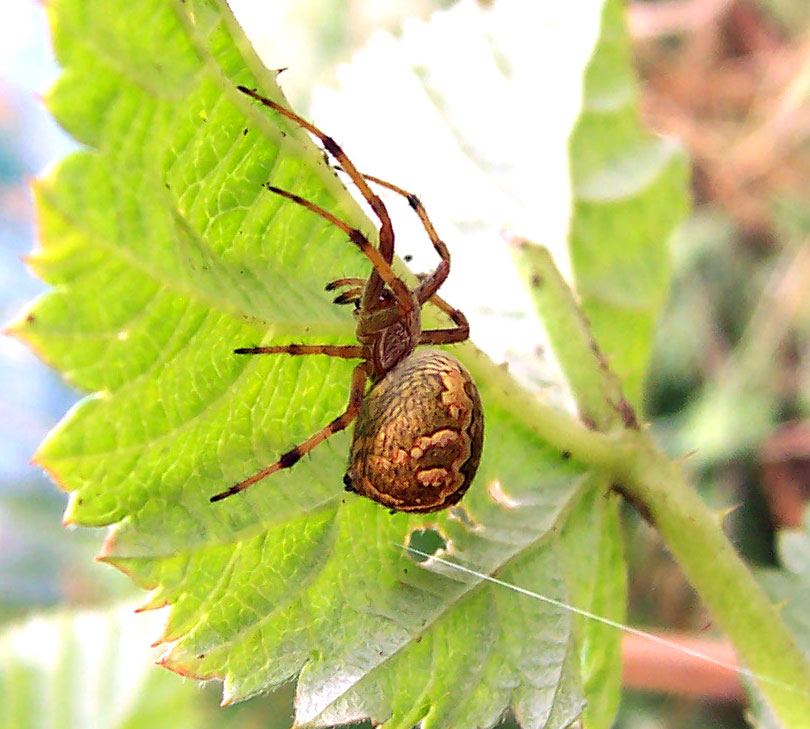

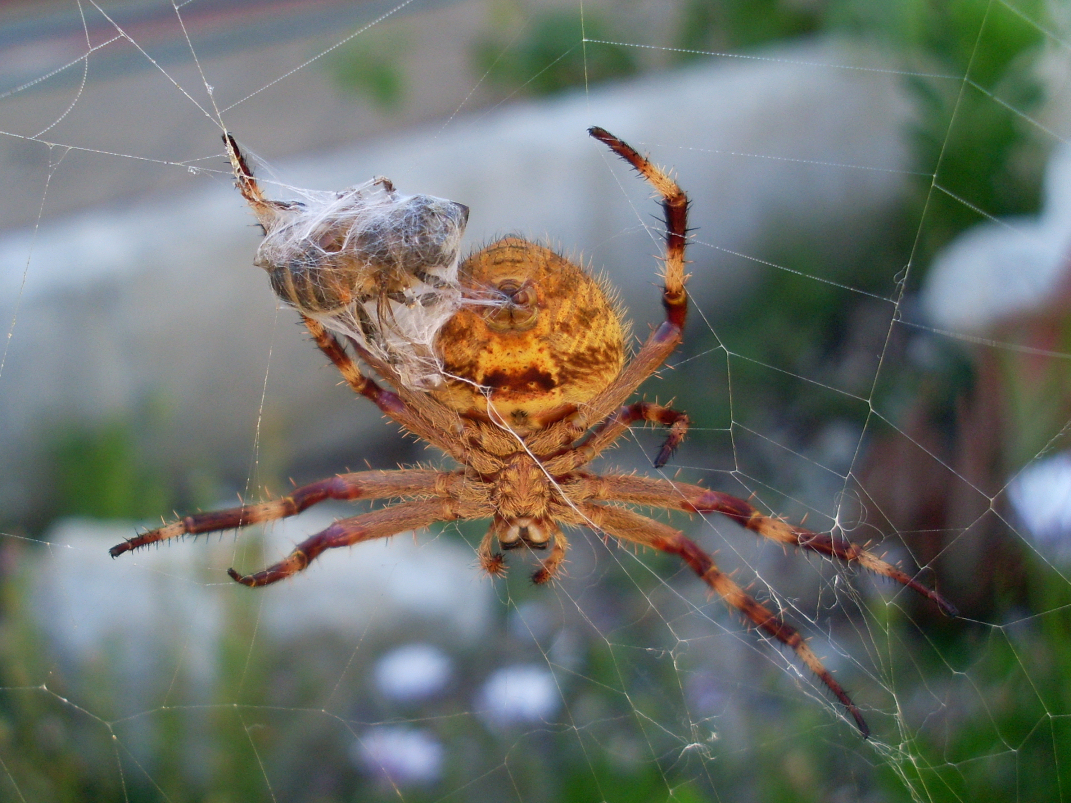

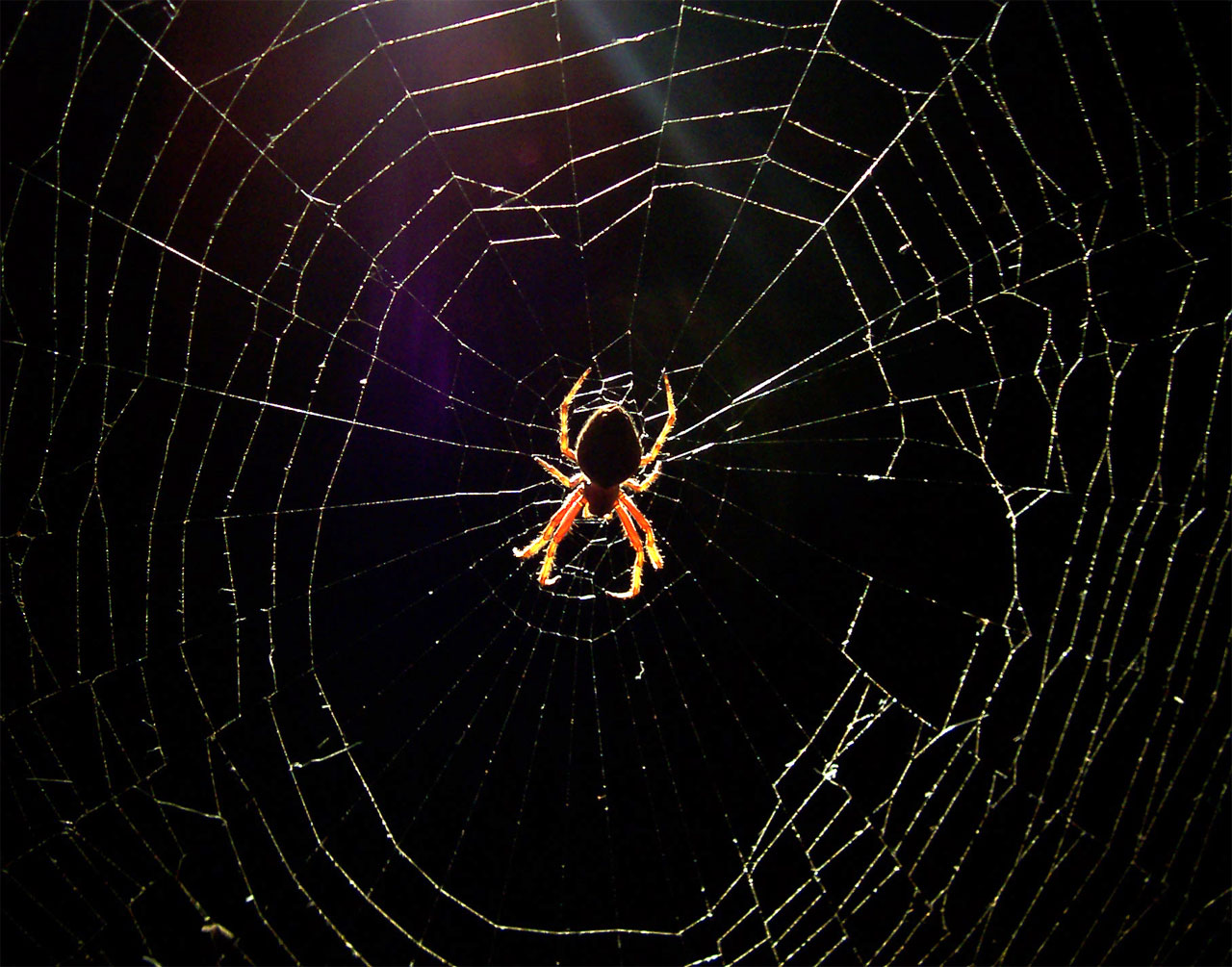
Hortophora transmarina sur sa toile

Elle a de nombreuses variantes de taille, de forme et de couleur. Elles sont souvent de couleurs vives et ont un très gros abdomen. La femelle se distingue par un épigyne en saillie en direction des filières.
Pendant la journée, l'araignée se repose quelque part à proximité de sa toile, mais pas dessus. Elles se nourrissent la nuit, attendant dans leur toile, la tête en bas, d'attraper des insectes volants.
Chez l'homme sa morsure provoque une douleur locale pendant 30 minutes à quatre heures.

## Toile
Leurs toiles mesurent de 70 à 120 cm.
Elles tissent leurs grandes et complexes toiles la nuit près des sources de lumière ou entre les branches clairsemées des arbres là où les insectes sont le plus susceptible de voler.
En Australie on a déjà observé plusieurs chauves-souris prises dans des toiles d'Hortophora transmarina. Même si aucune prédation n'a alors été notée, l'espèce voisine Eriophora fuliginea est elle connue pour se nourrir occasionnellement de petits chiroptères tels que Myotis nigricans.

## Systématique et taxinomie
Cette espèce a été décrite sous le protonyme Epeira transmarina par Keyserling en 1865. Elle est placée dans le genre Eriophora par Archer en 1951, dans le genre Araneus par Main en 1964 puis dans le genre Hortophora par Framenau, Baptista, Oliveira et Castanheira en 2021.

## Publication originale
- Keyserling, 1865 : « Beiträge zur Kenntniss der Orbitelae Latr. » Verhandlungen der kaiserlich-königlichen zoologisch-botanischen Gesellschaft in Wien, vol. 15, p. 799-856 (texte intégral).